# 澳門的士亂象
澳門的士亂象是指在澳門的行業中普遍存在嚴重違規及欠缺職業操守的現象，相關違規及操守行為包括拒載、揀客、繞路、議價、恐嚇、濫收車資和態度惡劣等，更有司機對乘客作出暴力和車內禁錮等行為。亦有乘客用手機拍攝的士違規行為給警方提供證據後反而被警方扣留及被涉事司機控告不法盜錄，而涉案司機只需下交罰款離去的事例。
的士亂象嚴重影響當地旅遊城市形象和引起當地居民和遊客的不滿，有受害者在各社交媒體如臉書群組裡分享他們的遇到惡劣的士的經歷，並且整理出「澳門計程車黑名單」，一些中國内地遊客也將在澳門遇上惡劣的士的經歷發到微博等社交平台，引起共鳴和關注，亦有中國内地的旅遊攻略將「在澳門打的（在澳門坐的士）」列為澳門旅遊的十大可怕事件之一。
澳門社會各界對的士服務批評不斷，負責監察工作的治安警察局近年來收到大量市民和旅客對計程車服務的投訴，當地政府被批評長期打擊的士違規不力，而警方在處理相關事件上也分別受到媒體和計程車業界的批評。
2018年4月，政府公布《輕型出租汽車客運法律制度》草案，建議對的士司機「拒載」、「揀客（挑選乘客）」、「議價」或「濫收車資」的行為處罰6百至3萬澳門元，同時若在5年內累積4次違規行為會被註銷駕駛執照，3年後才可重考。另外，經營「白牌車（以私家車非法充作的士用途）」的罰款會增至9萬澳門元。

## 概要
2013年，由於澳門經濟和旅遊業發展迅速，當地旅客量已達到3,000萬人次，公共交通壓力以及對的士的需求大增，然而的士的實際接待能力卻多年來處於緊張狀態，2014年，澳門有1,180輛的士，需要應付64萬人口以及每月約200多萬人次的旅客量，而澳門的巴士服務早已超出負荷。與鄰近地區相比，澳門的的士人均比率亦較低，出現供需失衡的情況，亦衍生出多種違規情況。的士亂象不但導致居民日常出行受到嚴重影響，而且影響旅客對澳門的觀感。治安警察局一直收到大量市民和旅客發出的投訴，反映出部份的士司機濫收車資及拒載問題日益嚴重。
2014年，當局就修改《的士規章》進行公開諮詢，然而諮詢完成後的修法進程一直被拖延，直到2018年才有所進展。在拖延的數年期間正是澳門博彩業的低潮時期，一些有黑社會背景的人士在該段時期轉職的士司機，澳門的士亂象就在當時期開始愈來愈嚴重，且一發不可收拾，對此「巧合」，有批評聲音諷刺說「這當然絕對不是一向嚴正執法的特區政府故意縱容的」。另外，在澳門邊境或娛樂場外亦存在著集團式、群體式的士違規行為。
此外，轉售澳門永久的士牌照的價格在2014年為1,000萬元澳門幣，售價等同當地一個豪宅單位。

### 業界自述
的士司機互助會理事長郭良順說，的士的起錶價只有17圓（自2017年起已加價至19圓），即使每天工作半天，月薪亦只有2萬圓左右。他又指的士的經營成本較高，保險費比私家車貴10倍。他亦指出，有的士司機的違規行為被發現時會跟局方人員說：「你快啲抄啦，我仲要接下一轉斬第二啲客㗎（你快點寫罰單啦，我還要去宰其他客人的）。」
2014年，一名夜更的士司機向媒體透露，一名安份守己、不胡亂收費、每天工作10個小時且每月工作26天的司機能每個月賺取15000澳門幣；選擇性載客的司機每月賺取25000澳門幣；選擇性載客又不合理收取費用的司機每月可賺取30000澳門幣，且每天只需工作八個小時。
2016年，有的士司機在接受傳媒訪問時指出業界有三點經營難處：
- 司機每日賺1200元，只是開支就佔了六百多元，包括車租和油錢、總部費和油錢。
- 司機都不想去塞車的地方，所以在沒客人的情況下，的士會在酒店和賭場載客，造成市民在舊區難以上車的情況。
- 如果車子遇到意外撞到，司機可能要賠掉整個月甚至會幾個月的收入。

2017年，有「黑的（黑心的士）」司機在接受媒體訪問時表示，他在中華人民共和國國慶黃金周期間每天平均賺取一萬多，又指有一天曾被警察票控三次，但毫不畏懼，稱「只是罰了三千元」，自己那天「劏客」已經賺到一萬多。他表示，「（警察）抓不到就袋袋平安，捉到也不用怕，罰又罰得少，又不會被罰停（計程車）牌。」
的士總商會副會長凌世威說，數千名的士司機中犯事的是少數人，這些人不少曾經是在賭廳工作的有黑社會背景的「疊碼仔（小混混）」，他們失業後轉職的士司機。他指出，有不少這種人結黨聚集在娛樂場門口「劏客」，認為這些不只是的士違規個案，而是涉及有組織及嚴重犯罪，建議當局以有組織及嚴重犯罪罪行作清剿行動。他又批評的士亂象與當局20多年來不作為有關。

## 常見違規問題

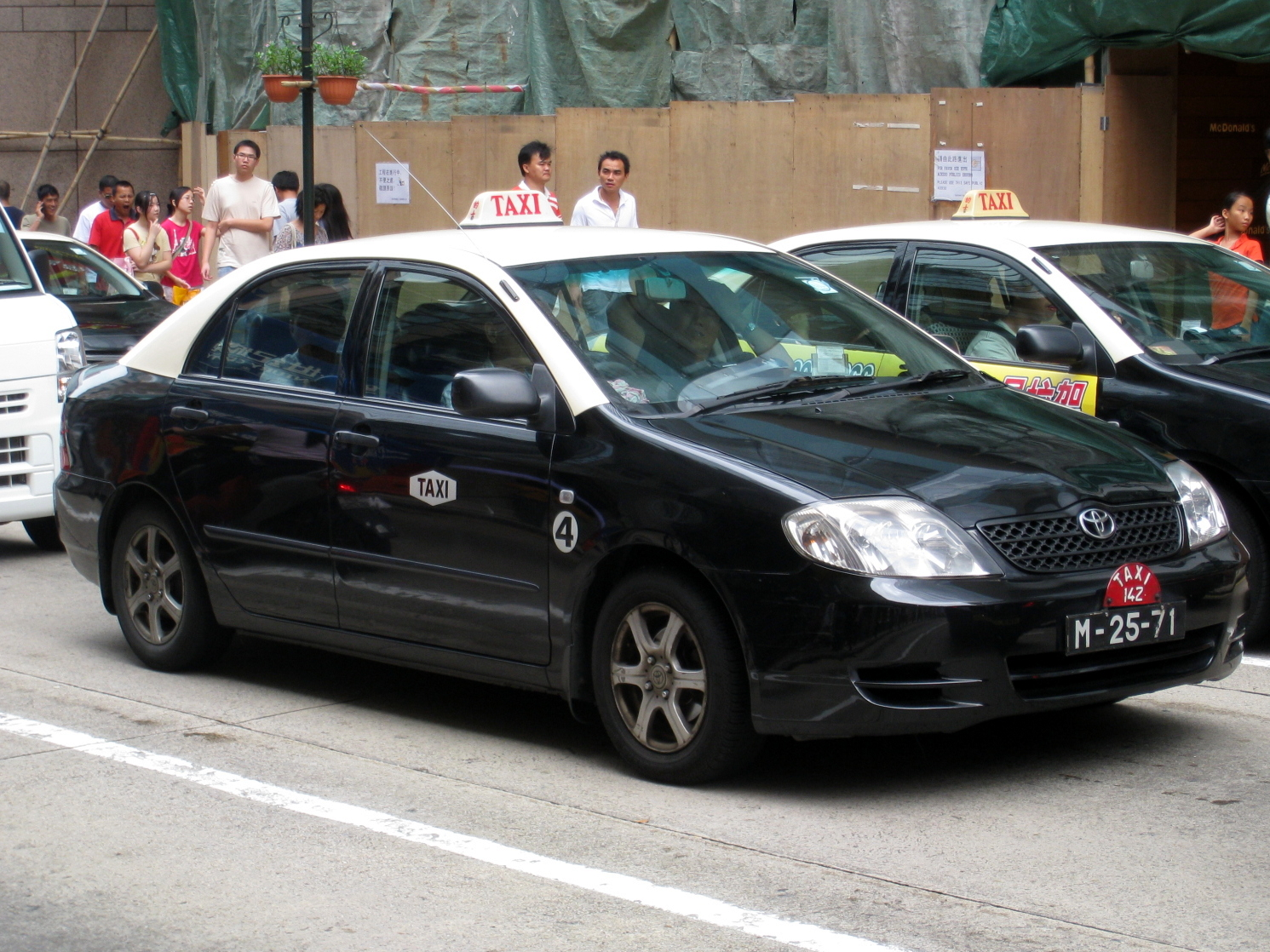
車身為黑色的澳門的士

2014年12月，交通事務局在網上公布了《檢討輕型出租汽車客運法律制度（的士）——諮詢總結報告》，報告列出的士常見違規行為分類及每項行為所佔的比率：
|              | 旅客 | 市民 |
| ------------ | ---- | ---- |
| 拒載         | 26%  | 21%  |
| 濫收車資     | 22%  | 9%   |
| 揀客         | 18%  | 19%  |
| 議價         | 13%  | 10%  |
| 服務欠佳     | 10%  | 17%  |
| 繞路         | 8%   | 12%  |
| 危險駕駛     | 1%   | 7%   |
| 沒到達目的地 | 1%   | 4%   |
| 其他         | 1%   | 1%   |

### 選擇性載客和拒載
違規的司機在乘客上車前會先問乘客所需要到達的目的地，如果目的地是乘客較少的舊城區或所經過的地方是交通較為堵塞的路段便會拒載，使用的借口包括「替更時候已到」或「不知道怎樣去目的地」等。輪椅使用者亦經常會遭到拒載。
2017年強颱風卡努襲澳期間，關閘的士站有大批旅客排隊等候的士，在場亦有警員維持秩序，有不少的士拒絕靠站上客直接駛走。亦有的士企圖向乘客「開價」，被警方喝止，並要求的士打錶算路途收費。有警員向記者稱，一些乘客雖然坐上了的士，但的士一轉彎後便把乘客趕下車。

### 不合理加價
違規的士司機會對乘客隨便收取車資或不找零錢，例如本來澳門幣19圓的路途會收取20圓；本來澳門幣3圓的行李費會變成澳門幣5圓。

### 不使用車程紀錄儀及濫收費用
一些的士司機會長時間地在車內放上「暫停載客」牌子，當他們遇到一些比較容易被欺詐的乘客時便會向他們開出天價車費，例如本來行程只需20圓或50圓的車費，司機便會索取100圓或200圓的費用，在某些情況下會向乘客索取500圓甚至1000圓。相關情況在公眾假期、夜間或颱風襲澳期間更為常見，尤其是在八號烈風繫掛時，道路上的巴士和賭場的免費接駁巴士全面停駛，一些的士司機趁機對乘客「趁風打劫」，例如在2013年颱風尤特和2017年颱風天鴿襲澳期間就有的士開價千元。
澳門關閘邊境站通關時間為06:00至翌日01:00，有部分違規司機會趁機在快要過關的時候向趕去過關（俗稱「衝關」）的乘客濫收車資。

### 故意繞行
即使有些司機會使用車程紀錄儀，他們有時也會繞路而行，從而收取更多額外車資。

## 政府反應

### 解決措施與諮詢研究
2014年7月，當局決定全面檢討現行的士服務，以立法形式擬引入「便衣執法」、的士內裝視像監測設備等以打擊違規行為，並且作出作公眾諮詢。運輸工務司司長劉仕堯表示，政府將從二大方向檢討的士政策，分別是檢討現有發牌制度和加強監管打擊「害群之馬」，爭取盡快向立法會提交法案。
在被傳媒問及政府如何使公眾以至立法會接受以「便衣執法」取證打擊違規的士司機時，時交通事務局局長汪雲表示，的士服務涉及重大公眾利益，必須確保其服務質量。他又指若的士內裝視像監測設備政府會深入研究確保個人私隱得保護。
當局在同年經過公開諮詢後在諮詢總結報告中提出數項建議，部分如下：
1. 立法時可考慮引入俗稱「便衣執法」的隱藏執法人員身份的調查手段。對於這種調查手段，的士業界多持反對意見，然而絶大部份市民和遊客對引入該項措施抱相當大的期望。
2. 建議制定格式化的證言表格或控訴書；建議向訪澳旅客增加相關宣傳工作，使其知悉維護自己權益的途徑以共同監督的士違規情況。
3. 增加影音資料證據，社會意見大多數贊同在的士違規黑點和的士站加裝監察設備，認為安裝監察設備後，能有效監督該等地點之的士候客情況，如遇到投訴時，亦可截取相關時段的視頻作為調查之用，有助保障司機和乘客的權益。
4. 現行法律將的士業務的監管權力只賦予交通事務局，但礙於行政當局的稽查人員屬文職人員，且數量有限，未能二十四小時執法，故立法時可考慮增加治安警察局的相關執法職能，與交通事務局共同負責監察工作，並由交通事務局處理罰款的行政程序。
5. 故立法時可考慮因應現時社會的實際情況，提升相關處罰的金額。
6. 立法時可考慮規定未 繳納罰款的違規的士司機的專業工作證不獲續期。

2018年4月，立法會一般性通過《輕型出租汽車客運法律制度》（簡稱《的士法律制度》）法案，運輸工務司司長羅立文表示該法案「遲到比沒到好」，一些議員在討論期間就「被動式放蛇（便衣偵查）」、公司形式投牌、上訴機制、錄音措施等提出疑問，羅立文未有具體一一回應，稱可在細則性討論時逐一詳細討論。
2018年4月28日至5月27日，立法會就《輕型出租汽車客運法律制度》法案進行公開諮詢收集意見。時事評論員黃東表示，政府的法案建議只向公司發出的士牌照，如同為財團壟斷保駕護航，受害的將是市民。他認為，政府需要撤回行政長官可以豁免的士公開競爭的條文，否則將可能出現「圍威喂（壟斷、搞小圈子）」的情況。他表示，澳門的經濟受財團壟斷，不是真的自由市場，在這狀況下草擬法案實施公司制，如同為財團伸手的士行業保駕護航，對司機和乘客沒有好處。的士牌照被財團壟斷後，只有數間公司營運，服務難以保持或提升，車費的調升也難以控制。
立法議員蘇嘉豪認為，有關修法建議是向財團讓渡。政府為了令法案軟著陸，一方面在加重罰則，但另一方面則安撫更有話語權的財團，變相容許集團式競投，且用法律制度排除其他競爭對手。至於法案建議曾觸犯嚴重罪行、例如侵犯人身自由、強姦、販毒等人士不得從事的士司機，但當中不含有組織犯罪和黑社會罪，他表示有很多市民都見過不少的士違規情況可能涉及集體行為，但政府今次修法卻沒有禁止有組織犯罪紀錄的人士從事的士行業，質疑當局「是否怕了他們」，又認為法案獲得通過後仍然打擊不到根深柢固的一群。

### 相關數據及評論
2011年全年，據交通事務局的統計資料顯示，稽查人員共處理了480多宗的士違規個案。2012年一月至十一月，的士違規個案有440宗。
2013全年，治安警察局參與的打擊的士違規行動達到103次。2014全年，相關行動達到440次，是往年的四倍，行動中截獲1666宗個案，當中被交通事務局控告濫收車資的有733宗，拒載254宗，相對2013年的158宗及85宗均有倍數的增幅。僅在2014年上半年，澳門運輸局就收到了1340宗投訴，檢查員報告了397次的士違法行為。只有169名違規者被罰款。
2015全年，當局檢控違規的士共5079宗。其中濫收車資及拒載行為，約佔整體檢控量61%，合共3107宗，相比2014年的987宗，增幅達3倍。單在2015年首星期，警方就檢控的士違規352宗，顯示出情況嚴峻。另外，有意見認為，數據急升或有多方面解讀：
1. 警方跟以往比較更積極地去執法；
2. 的士違規行為比以前明顯增加；
3. 警員的執法尺度收緊。

2016年4月，《現代澳門日報》發文批評的士違規遏而不止，濫收車資拒載嚴重，指警方執法既不治標更不治本，縱使當局日以繼夜巡查和打擊，然而違規情況然依嚴重，效果未如人意，連保安司司長都表示無奈。文章又指《的士規章》的修訂工作遲遲未完成，年復一年，在社會催促下，交通事務局稱的士規章的修訂工作已進入尾聲，爭取盡快完法案送交立法會審議。
2017年1月，消費者委員會指出，在2016年接獲了99宗與公共交通相關的投訴，當中對的士服務的投訴佔了四成，對司機服務的態度、濫收車資與繞路的投訴個案，較2015年增加近六成。
2017年中華人民共和國國慶黃金周期間，入境澳門的遊客達近百萬人次，比去年同期增加10%。與此同時，的士違規個案也是順勢上升。據治安警察局公佈的數據顯示，黃金周首三天警方打擊的士違規個案比去年同期增加43%，其中“濫收車資”和“拒載”佔了八成。《澳門時報》批評當局只是“打游擊”式的整治違規，卻一直沒能採取有效舉措，予以正本清源。
的士聯誼會常務副主席戴錦良表示，目前的士違規的罰金已與現實脫節，沒有阻嚇作用，希望當局提高罰金及引入停牌制度，甚至吊銷工作證，遏止歪風。
《澳門日報》有評論文章指出：「澳門現行《的士規章》沿用近二十年，不合時宜。根據規章規定，如濫收車資、拒載、揀客或兜客等違法行為，僅處罰一千元，對屢犯者僅將罰款提高至兩倍而已。社會上每一持份者普遍認同要修章，方向是加強罰則、維持被動式『放蛇執法』、累犯有機會釘牌（被吊銷牌照）等。但一講多年，議而不決，決而不行，原定上個立法會期交到立法會討論，詎料政府拖沓，最快要等月中新一屆立法會開始時，才能交上議事殿堂。」
2017年10月，議員宋碧琪指出，不合時宜的的士規章未具足夠阻嚇力，是造成的士服務亂象不止的根本誘因。社會一直強烈呼籲修法的士規章，加強阻嚇力度，政府也多次正面回應，包括2014年公開進行諮詢，2015年列入年度立法計劃，惟多年過去，至今有關法案仍無影無踪，原因為何，社會一無所知。交通諮詢委員會委員鄭嘉豪認為，雖然政府打擊的士違規的力度有所提高，但的士亂象仍然無法改變，原因是的士違規僅罰款1000澳門幣，違規者會覺得損失的1000澳門幣只要多接送幾次中國大陸旅客就能回本。加上檢控過程長，違法成本低，阻嚇力相對少，令違規者變本加勵。他指出要更好地杜絕的士違規亂象，政府應推動的士內安裝錄音設備，並調高罰則增加阻嚇性。

## 部分事例及評論分析
2014年，一名司機在行車過程中不斷用手機通話，又在沒有徵求車內乘客同意的情況下讓一名女子登上的士前座，該名女子把司機名牌收起令乘客無法記下司機姓名。抵達目的地時，司機印出一張70圓單據要求他們付款，乘客以實際車資少於50元為由拒絕，被司機反鎖車內。經乘客三次致電報警後警方派員處理。同年，有居民在街邊尋找的士，發現七輛的士排成一行，當中六架拒載，最後一架的士司機開天索價，要求他們支付貴一倍的金額。受害人拒絕乘坐後遭到七名司機恐嚇，最後沒有人被檢控。
2016年4月7日，一名的士司機在不准停車的地點接載乘客被交通警票控，雙方發生爭執，該名司機被帶走並扣留6小時。後來有約60名（另有說法為100多名）的士司機到治安警交通廳門外及附近行人路聚集，聲援「被警方針對執法和濫權扣留6小時的行家」。特警隨後到場戒備，氣氛一度緊張，一小時過後，被扣留的計程車司機獲釋，大部分的士司機相繼散去，亦有部分司機轉往澳門中聯辦靜坐。警方批評的士司機聚集期間不斷響號，滋擾附近居民，嚴重阻塞交通，呼籲任何人士應以和平理性方法表達訴求，又呼籲的士業界應遵守法律，強調當局會持續打擊的士違規行為。
據警方資料顯示，事件中大部份的士司機均有過多次違規記錄，《現代澳門日報》有評論文章批評：「當違法者（涉事司機）大大聲說不公的時候，有又否思考過濫收車資、拒載對乘客是否公平？……本澳的士服務形象就是給這些害群之馬打得稀爛……今時今日，違法者覺得被針對，以受害人姿態站出來抗議，扭曲社會價值觀，當中原因與修改的士規章工作拖拖拉拉有關，無法在違規的士惡化之前及時壓止，久而久之，令違者覺得擋客、拒載理所當然，當情況愈趨嚴重的時候，加強執罰已起不了大作用，反而讓業界產生錯覺認為當局搞針對。」
2017年農曆新年期間，一名本應載客前往關閘的計程車司機以當地附近堵車為由在中途駛回原本上車地點，並要求乘客換車（該名乘客事前已付150圓），乘客質問司機：「不怕投訴嗎？」，該名司機回答：「怕就不會宰你啦」，然後微笑著轉身向乘客舉起大姆指。上述過程被拍成短片後在網上流傳，引起熱議，批評者指事件影響了澳門旅遊形象，又批評政府因長期不作為而助長的士行業歪風。
2017年4月，一名的士司機在載客途中將車停泊在路邊，並且將乘客反鎖在車內後不顧而去。乘客在無法打開車門的情況下報警，警方到達現場後將乘客救出，而涉嫌「剝奪他人行動自由」的司機隨後被警方帶走調查，該名司機其後供稱因不滿乘客乘搭車程過短而故意在行車中途將乘客鎖在車內。
2017年1月30日，澳門英文媒體《澳門每日時報》報導，在農曆新年期間有一對分別為英國籍和菲律賓籍的遊客夫婦在某間賭場外拍攝一名向他們索取不合理費用的計程車司機，該名司機其後向警察投訴該對夫妻對他進行拍攝，後來三人被帶往警察局，6小時過後，警察表示由於視頻中沒有拍攝到司機，因此確認該司機的指控不實，而該對夫婦後來也沒有對司機的虛假指控作出指控。
澳門科技大學助理教授理查德·惠特菲爾德（Richard Whitfield）在《澳門每日時報》撰文評論該事，指出數項問題和作出疑問：
- 英語是全球通用語言，但事件中似乎沒有懂英語的警察和賭場職員可以擔任翻譯；
- 澳門作為一個依賴國際旅遊業的地方竟然沒有為旅客提供法律援助，也沒有緊急法律援助制度，而且警方只提供中文和葡萄牙文版本的法律條文；
- 該對夫婦試圖聯絡香港和澳門的英國和菲律賓領事館求助，但沒有負責人接聽電話；
- 是不是所有的士司機都受到特殊保護？為甚麼不能對在公共場所執行公共服務的人進行拍照？如果有人拍攝的士司機毆打乘客的照片，作為司機犯罪的證據，拍攝者是不是會被指控？

2017年8月14日，據《愛瞞日報》報導，一名台灣遊客於8月7日與家人到澳門遊玩，於當日下午在威尼斯人度假村酒店東門上了一架的士，前往澳門旅游塔。該的士行駛了100米後，該司機便以「要過橋，算一趟計算」為由，向該名台灣遊客溢收了300澳門幣。該遊客稱因為一家人同行，便沒有即時投訴，他說：「那時我們只有摸摸鼻子吃虧，但足以令我對其印象很差。」「台灣跟大陸都很規範，唯獨是澳門才這樣」。
惠特菲爾德指出，澳門的計程車服務存在很嚴重的問題，他批評政府為了保護少數惡劣的的士司機而嚴重傷害澳門作為一個旅遊城市的聲譽和經濟。
2017年十一黃金周期間，社區警務聯絡主任陳德勝遇上的士拒載事件，該名已有多次違規記錄的司機說「你樂意就報警」，陳德勝用手機拍下的士車牌並致電報警，得知他真的報警後，該名司機再恐嚇他，並通知其他司機過來支援。警員接報到場不久，幾輛空載的士亦趕至，但見有警員在場故不敢停靠。陳德勝表示：「近日在網上看到有人被『的士佬』打至頭破血流，幸好是次警方早一步到場，自己算是比較幸運，否則可能有血光之災。」他後來在接受記者採訪時表示會堅持提告，又指的士亂象對澳門影響巨大，呼籲當局要立即採取行動，利用行政手段即時加大罰則。他又指出20年來都未有修改《輕型出租汽車（的士）客運規章》中有很多條文都已不合時宜，特別是《規章》中規定的1,000元罰金已經完全沒有阻嚇作用。
警方指出，黃金周首三天共票控違規的士117宗，其中103宗屬濫收車資及拒載，同比增加4成半。澳門的士聯誼會常務副主席戴錦良表示，目前的士違規的罰金已與現實脫節，令部份司機不怕被罰，希望當局提高罰金及引入停牌制度，甚至吊銷工作證。
2018年5月14日，一名駕駛車號為MT-96-61的的士的吳姓司機因不滿車資過低而索取5倍車資不果，將一名台灣女遊客禁錮在車門被刻意改裝的的士內，該名遊客拍打車窗向酒店外籍保安人員求助無果，直至事主支付了2.5倍的車資，司機才開門讓其下車，該司機收到錢後冷笑說：「你早點給不就沒事了。」事主其後報警求助，並將事件在臉書公開，提醒人們澳門越來越不安全，她發文寫道：「我心目中的澳門是很和平的不是這樣的啊，為什麼近幾年來變得這麼黑這麼壞，還有各種詐騙勒索？」隔天警方截獲涉事的士和司機吳某，他否認刻意禁錮，但承認因收不到滿意車資所以不讓該遊客離開。另外，根據警方的資料顯示，涉案吳姓司機從2016年至被補當天一共涉及85宗濫收車資和拒載等檢控。議員宋碧琪說：「八十五次違規後仍可繼續駕駛的士？這證明了的士業界違規意願仍然很高，這與處罰程度低、程序長有關。」
5月16日，事主發文說根據新聞報導，該名吳姓司機已經被釋放，她提醒人們認清那名司機的長相與車牌，千萬不要乘坐他的車。對於該名司機已被釋放並繼續駕駛的士，交通事務局局長林衍新在受訪時表示，現時沒有更合理的途徑處罰，期望正在立法會小組會討論的《的士制度法案》通過後，能更有效處理違規的士情況。
5月27日，一名有13次濫收車資及拒載記錄的崔姓的士司機於葡京路的士站接載一家香港人（一對夫婦和兩名兒童）到外港碼頭時向乘客濫收二百圓車資，被該對夫婦拒絕，崔姓司機在接載過程中不停作出恐嚇，又不時急煞車，又透過手機作出疑似「吹雞」（招集幫手）的行為，聲稱有乘客「不給錢」，又號召他人去外港碼頭「做野」（幹活／處理事情）。的士抵達目的地後，崔某拒絕找贖，又用手機拍攝乘客的樣貌，以及出言侮辱。乘客在同月29日就上述事件向交通事務局投訴。後來當局聯絡到崔姓到交通廳協助調查，有人供認濫收車資，又承認當日沒有協助有關夫婦拿取放置車尾箱的行李，事件被交由交通事務局跟進處理。

### 警方與傳媒的爭議
2017年2月3日，澳門警方發出標題為《就某英文媒體的未經證實報導作出澄清》（指上述1月30日之報導）的新聞稿：
「……鑒於有關報道明顯與事實不符，本局有必要作出澄清，以免引起市民誤會甚至造成不必要猜測。就上述事件，該名的士司機承認對上述女子濫收車資，本局已作出適當處理。另一方面，經調查後，發現短片內容僅顯示該名司機的違規行為，其拍攝內容並非針對該名司機的個人私隱。綜合分析上述事件，並不構成刑事犯罪。事件中，亦沒有任何人被拘留。對於有關英文媒體作出不實或未經證實的報導，誤導公眾，本局深表遺憾。警方呼籲市民不要輕信有關誤導訊息。本局將秉持一貫立場依法執法，持續嚴厲打擊相關不法行為。」
澳門英文媒體《澳門每日時報》主編保羅·庫迪尼奧（Paulo Coutinho）對上述新聞稿作出評論，部分內容如下：
- 為甚麼警方在羈押那對夫婦5至6個小時後還可以對外宣稱「沒有人被拘留」？
- 警方在新聞稿中沒有提及那名的士司機在警察局只逗留了很短的時間，事主夫婦卻被關押了五個多小時。
- 有消息人士表示，事發現場的警務人員告訴那對夫婦，那名的士司機願意收取3000港元作為不對那對夫婦作出「隱私侵犯」的指控的條件。
- 警方在那些不良的士司機消遙法外和作出貪婪的非法行為時都在做甚麼？警方到底是如何「適當處理」的？
- 事件中的英籍男子表示警方的新聞稿「相當耐人尋味、令人困惑和誤導他人」。

庫迪尼奧說：「根據法律，警方應『保障公民的基本權利和自由』以及『尊重法律』。」他又指警方的透明度差，以及他們沒有勇氣或尊嚴去指名道姓他們所指的「某英文媒體」到底是哪一家英語媒體。

## 加價議題
2017年5月，澳門的士司機互助會繼2014年11月年後再次向政府申請加價，提出起錶由17圓加至20圓，以後每跳由2260公尺縮短為2200公尺，仍收兩圓，停車候客每分鐘改為每55秒收兩圓，並於農曆年初一至三天內收取10圓附加費。該會理事長郭良順表示，由於近兩年的士用柴油車輛維修等各類通脹持續，加上現時職業司機中的士司機每月平均收入較低等原因，又因為的士屬服務性行業，收入受外來環境因素影響，故要求在農曆新年期間增加附加費，認為有關建議方案合情合理。對於上述加價方案，有澳門居民批評的士服務質素參差，部分的士司機濫收車資、拒載等問題嚴重，不應再加價，又認為應先改善服務再提出加價，又指出以服務使用者角度而言，服務質素差卻提出加價，確實讓人難以接受。
澳門政府對於的士加價提出反建議，以升幅19圓取代20圓，且不接納公眾假期加收十元附加費的要求，的士總商會理事長凌世豪說，的士業界近三年來首次提出加價，在維修車輛、購置新車和牌費等成本均有上升，各方面的物價通脹要比的士加價幅度高，認為20圓的加幅不算過份，但希望先加了價再說。他又表示日後再繼續與政府磋商，未來會繼續提出加收十元附加費的建議，又表示相信市民會理解加價。
澳門大學土木及環境工程系主任高冠鵬教授表示：「在現時普遍居民都覺得的士服務未到位的情況下，提出加價方案不是適當的時候，加上業界一向節假日都會營運，無必要特別提出增加附加費，做法反而會讓居民反感。」
澳門雜誌《Macau Business》專欄作家艾什莉·桑特蘭·溫切（Ashley Sutherland-Winch）批評互助會在計程車服務素質處於歷史最低點的時候卻還提出加價要求，她又說：「所有的企業或行業，包括計程車行業在內，無論是否屬於客戶服務性質，均值得因應生活成本的變動為基礎而增加工資，但在社會不斷要求改善服務素質的情況下就另當別論。」

## 網約車合法化問題
2015年，交通網絡公司優步（澳門）開始在澳門營業。據報導，跟「服務差、拒載、濫收車資、長期沒改善」的當地的士行業相比，市民和旅客偏好具有「服務好、隨傳隨到」等特色的優步，然而優步所提供的服務在澳門並不合法，經過政府的執法行動打擊下，優步一度宣佈撤出澳門。消息傳出後，有市民致電批評的士服務質素差劣和各種問題，並促請政府將優步等叫車服務平台合法和規範化，有市民說，自從優步進駐澳門後，為市民出行帶來了便捷的服務，批評的士服務未有顯著改善，但警方卻加大力度對優步進行執法，質疑警方存在選擇性執法的問題。郭良順說，優步對的士業界帶來衝擊，存在不公平競爭，又指優步並非按行程錶收費，繁忙時間每程費用可達200多圓，但的士起錶價只有17圓，他認為若的士收費模式與優步一樣，便一定可以改善的士的服務水準。
2016年8月，優步（澳門）宣布將於同年9月全面退出澳門市場，但其後發聲明指因獲逾2.3萬名澳門民眾以網上簽名方式支持，故決定繼續服務。2017年7月17日，優步（澳門）宣布由7月21日晚上23時59分起暫別在澳門的共乘業務，並透露已和旅遊及運輸業界展開初步接觸，探索一個在澳合適的法律框架，盡快重開業務。
2023年，澳門放寬COVID-19防疫措施向全球旅客開放邊境，有旅客和社會人士再度倡議網約車合法化問題。行政長官賀一誠在澳門立法會答問會回應間選議員黃顯輝有關解決搭的士難問題時表示，會盡快就即將到期的300個普通的士牌照開標，他認同坊間提出的網約車概念，但因網約車為自由職業，被澳門法律“箍死左”，若設立措施亦要修改許多法律制度，認為好難做到且複雜。

## 外部連結
- 澳門的士乘客協會．致交通事務局及法務局的請求．2014年9月23日
- 澳門計程車司機黑名單與白名單 （最後更新：2014年9月1日）
- 的士修法僵持不下 （页面存档备份，存于）